# 柳根町
柳根町（やなねちょう）は、埼玉県川口市の町名。現行行政地名は柳根町のみ。丁番を持たない単独町名である。住居表示実施地区。郵便番号は333-0864。

## 地理
川口市の北西部に位置し、北園町や安行領根岸や柳崎などと接する。中央を南北方向に赤堀排水路が、東西方向に藤右衛門川が流れる。

## 歴史

### 沿革
- 1970年（昭和45年） - 芝東第1区画整理事業が都市計画決定。
- 1979年（昭和54年）9月1日 - 大字柳崎・伊刈・大字安行領在家・安行領根岸の各一部から柳根町が成立[5]。

## 世帯数と人口
2018年（平成30年）3月1日現在の世帯数と人口は以下の通りである。
| 地区     | 町丁   | 世帯数  | 人口    |
| -------- | ------ | ------- | ------- |
| 神根地区 | 柳根町 | 588世帯 | 1,399人 |
| 芝地区   | 柳根町 | 125世帯 | 319人   |
| 計       | 計     | 713世帯 | 1,718人 |

## 小・中学校の学区
市立小・中学校に通う場合、学区（校区）は以下の通りとなる。
| 番地                                                               | 小学校               | 中学校             |
| ------------------------------------------------------------------ | -------------------- | ------------------ |
| 9番1号〜14番99号 15番1号〜25号 16番1号〜17番99号 27番1号〜30番99号 | 川口市立在家小学校   | 川口市立在家中学校 |
| 15番26号〜30号                                                     | 川口市立在家小学校   | 川口市立芝東中学校 |
| 1番1号〜5号 1番32号〜34号                                          | 川口市立芝中央小学校 | 川口市立芝東中学校 |
| 1番6号〜11号 2番1号〜5番99号 18番1号〜22号 18番24号〜40号          | 川口市立柳崎小学校   | 川口市立芝東中学校 |
| 6番1号〜8番99号                                                    | 川口市立柳崎小学校   | 川口市立在家中学校 |
| その他                                                             | 川口市立柳崎小学校   | 川口市立岸川中学校 |

## 交通
地内に鉄道は敷設されていない。

### 道路
- 埼玉県道1号さいたま川口線（第二産業道路）
- 埼玉県道235号大間木蕨線
- たたら荘前通り

## 施設
- 川口ふたばこども園
- 柳根排水機場
- 柳根町公園